# Inocencio Soriano Montagut
Inocencio Soriano Montagut (21 de abril de 1893, Amposta, provincia de Tarragona, Cataluña - 22 de noviembre de 1979) fue un escultor, dibujante, imaginero, profesor, catedrático y académico español del siglo XX.

## Biografía
Desde la infancia mostró aptitudes para el dibujo y la escultura. Es enviado por sus padres a Tortosa, donde a los doce años entrará como aprendiz en los talleres de los escultores Ramón Sabater y Ramón Cerveto. Posteriormente se traslada a Barcelona, allí trabajó en un taller de imaginería y cursó estudios en el Taller de Artes y oficios Artísticos, donde fue compañero de artistas como Joan Miró.
En 1933 es becado para estudiar en la Real Academia de Bellas Artes de San Fernando. En 1935 obtuvo la plaza de profesor en la Escuela de Artes y Oficios de Salamanca, de la que fue director. Mantuvo una estrecha vinculación con esta capital castellana, puesto que contrajo matrimonio con una salmantina. En esta ciudad realizó parte de su obra religiosa inscrita en la Escuela de Imaginería de Salamanca. Se trasladó en 1945 a Barcelona al obtener por oposición la plaza de profesor en la Escuela de Artes y Oficios Artísticos de dicha ciudad, y finalmente en 1951 se le concedió la Cátedra de Escultura de la Real Academia Catalana de Bellas Artes de San Jorge.  Fue nombrado Académico de San Fernando en 1970, honor que ostentó hasta su fallecimiento en 1979.

## Obra

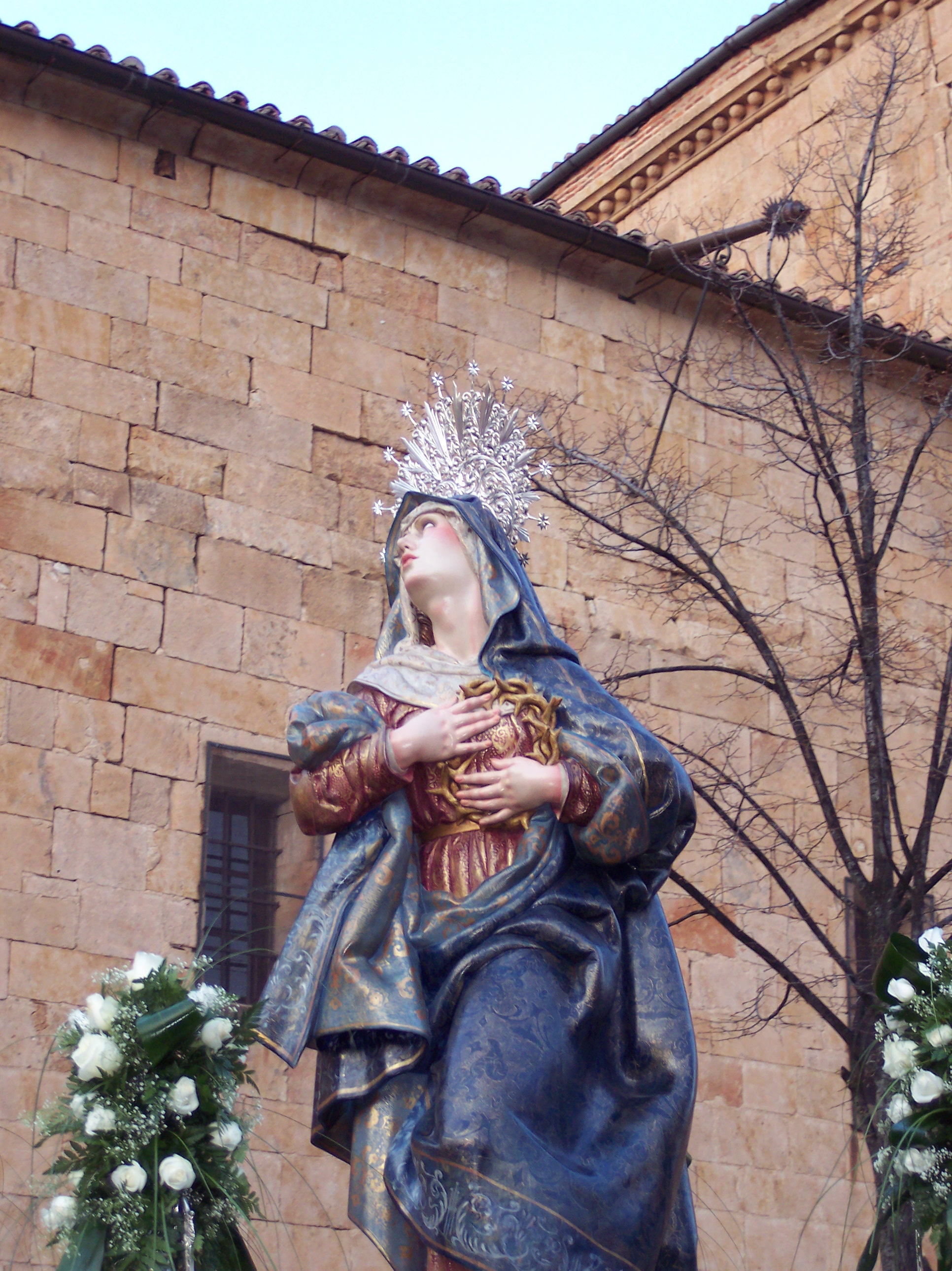
La Dolorosa de 1939, para la Seráfica Hermandad del Stmo. Cristo de la Agonía de Salamanca.

Su obra se desenvuelve en cuatro áreas: el retrato, la escultura civil o urbana, la imaginería religiosa y las colecciones de dibujos. Se caracteriza por su academicismo y suavidad en el modelado, y el empleo de materiales como la madera policromada, el basalto y el mármol. En su escultura se aprecian los volúmenes clásicos de la escultura mediterránea, y el realismo lleno de belleza, sobre todo en sus obras sobre el tema de la maternidad.

### Retrato
Busto de Joan Palau i Miralles, La Infanta Beatriz, Busto d'Skizno Kasai, Busto de Santiago Bernabeu, Busto del compositor Vicente Bornay, Busto de Pepe Porres, Busto de Hilario García Gómez

### Imaginería y tema religioso
"La Dolorosa" 1939, para la Seráfica Hermandad de Nazarenos del Santísimo Cristo de la Agonía,  en la Iglesia de las Úrsulas de Salamanca; "La Piedad", 1942 para la Cofradía de los Dolores de Tortosa; "La Oración en el Huerto", 1943 para la Cofradía del Silencio, Oviedo; "Esbozo de La Piedad", 1944 para la Cofradía de los Cruzados de la Fe, Madrid; "San José", 1944, en la Basílica de Santa Teresa de Alba de Tormes, Salamanca; "Ecce Mater Tua" 1958 Cofradía de los Dolores, Tortosa; "La Flagelación" 1948, "Cristo de la Humillación" 1961 Cofradía de la Sangre, Tarragona.

### EsculturaCivily Urbana
El Juego de la Vidola, 1936, Mural Alegórico de las Tierras del Ebro 1954, Plañidera Salmantina, 1944, Salmantina, 1957, Pescador con Red, 1956.

### Dibujo
Varias colecciones de dibujos

### Exposiciones
- Ateneo de Tortosa, dibujos y esculturas. 1934
- Galería Argos de Barcelona. Exposición Monográfica. 1946
- Centro de Lectura de Reus. Exposición Monográfica. 1956
- Exposición de escultura, pintura, grabado y dibujo. Tortosa. 1969
- Escuela de Nobles y Bellas Artes de San Eloy. Salamanca. Exposición deesculturas, grabados y dibujos. 1970
- Escuela Taller de Arte de Tortosa. Serie de dibujos de "La jota tortosina" esbozos del monumento para la Plaza de la Corona de Aragón. 1974